# Uhuru Stadium
El Uhuru Stadium (en suajili: Uwanja wa Uhuru), conocido hasta el 2007 como el Estadio Nacional de Tanzania, es un estadio multiuso ubicado en Dar es Salaam, Tanzania.

## Historia
El estadio fue construido en 1961 con capacidad de 23000 espectadores y su primer evento importante fue la ceremonia de la independencia de Tanganica el 9 de diciembre, donde actualmente se celebra el día de la independencia del país cada año y también es la sede donde se celebra cada traspaso de poderes en la presidencia del país.
El 21 de octubre de 1999 se celebró el entierro de Julius Nyerere, el primer presidente de Tanzania.
En 2007 cambia su nombre por el que tiene actualmente luego de la construcción del Estadio Nacional de Tanzania.

## Eventos deportivos
El estadio fue la sede de la selección nacional para juegos oficiales y amistosos hasta 2007 cuando se mudaron al nuevo estadio nacional.
Actualmente el estadio es utilizado por cuatro equipos de fútbol de Dar es Salaam.